# 妈妈镇
妈妈镇，是中华人民共和国四川省达州市大竹县下辖的一个乡镇级行政单位。2019年12月，撤销金鸡乡，将其所属行政区域划归妈妈镇管辖。

## 行政区划
妈妈镇下辖以下地区：
街道社区、永丰村、妈妈村、大石村、中梁村、棋林村、北斗村、石垭村和梅岩村。